# Vieux-Pont
Vieux-Pont település Franciaországban, Orne megyében. Lakosainak száma 200 fő (2022. január 1.). Vieux-Pont Avoine, Boucé, Joué-du-Plain, Rânes, Sainte-Marie-la-Robert és Saint-Martin-l’Aiguillon községekkel határos.

## Népesség
A település népessége az elmúlt években az alábbi módon változott:
| Lakosok száma | 204  | 201  | 203  | 198  | 197  | 196  | 198  | 199  | 200  |
|               | 2013 | 2015 | 2016 | 2017 | 2018 | 2019 | 2020 | 2021 | 2022 |